# Джованні Лілліу
Джованні Лілліу (італ. Giovanni Lilliu; 13 березня 1914, Баруміні, Сардинія — 19 лютого 2012) — міжнародно визнаний археолог, дослідник культури нурагів, першовідкривач пам'ятника Су-Нураксі, який в 2000 році був віднесений до Всесвітньої спадщини ЮНЕСКО. Одночасно — публіцист і політичний діяч, який відстоював інтереси Сардинії.

## Твори
- Цивілізація сардів від неоліту до нурагів (La civiltà dei Sardi dal Neolitico all'età dei Nuraghi), Torino, 1963
- Скульптури нурагічної Сардинії (Sculture della Sardegna nuragica), Cagliari, 1966
- Цивілізація нурагів (La civiltà nuragica), Sassari, 1982
- Культура і культури (Cultura e culture), Sassari, 1995
- Мистецтво і релігія донурагистичної Сардинії (Arte e religione della Sardegna prenuragica), Sassari, 1999
- Нурагічна Сардинія (Sardegna Nuragica), Nuoro, 2006